# Lever-Gletscher
Der Lever-Gletscher ist ein mindestens 10 km langer und an seiner Mündung 2,5 km breiter Gletscher an der Graham-Küste des Grahamlands auf der Antarktischen Halbinsel. Er fließt in westnordwestlicher Richtung in das Kopfende des nördlichen Arms der Beascochea-Bucht.
Teilnehmer der Fünften Französischen Antarktisexpedition (1908–1910) unter der Leitung des Polarforschers Jean-Baptiste Charcot entdeckten und kartierten ihn erstmals. Teilnehmer der British Graham Land Expedition (1934–1937) unter der Leitung des australischen Polarforschers John Rymill nahmen 1935 neuerliche Vermessungen vor. Das UK Antarctic Place-Names Committee benannte ihn 1954 nach William Lever, 2. Viscount Leverhulme (1888–1949), einem Sponsor der British Graham Land Expedition.